# Naftidrofuryl
Naftidrofuryl ist ein Arzneistoff aus der Gruppe der durchblutungsfördernden Stoffe. Es wird bei der peripheren arteriellen Verschlusskrankheit (pAVK) ab dem Stadium II eingesetzt, um die Durchblutung der Beine zu verbessern und somit die Gehstrecke zu verlängern.

## Anwendung in der Medizin
Laut der Leitlinie der Deutschen Gesellschaft für Angiologie soll Naftidrofuryl oder Nafronyl zur Verbesserung der Durchblutung eingesetzt werden. Aus pharmakologischer Sicht gibt es bei den durchblutungsfördernden Mitteln allerdings Zweifel über die Wirksamkeit, da die Dilatation auch der gesunden Gefäße als sogenanntes Steal-Phänomen den Blutfluss in den betroffenen Gefäßen weiter vermindern kann.

## Stereochemie
Naftidrofuryl enthält zwei Stereozentren, somit gibt es von diesem Arzneistoff vier Stereoisomere:

(R,R)-Isomer, Enantiomer des (S,S)-Isomers
(S,S)-Isomer, Enantiomer des (R,R)-Isomers
(R,S)-Isomer, Diastereomer des (S,S)-Isomers
(S,R)-Isomer, Diastereomer des (S,S)-Isomers